# Sauvosaaren urheilupuisto
Das Sauvosaaren urheilupuisto (deutsch Sauvosaari Sportpark) ist ein Fußballstadion im Stadtteil Sauvosaari der finnischen Hafenstadt Kemi, Lappland. Der Fußballverein PS Kemi Kings, der gegenwärtig in der höchsten Liga des Landes spielt, der Veikkausliiga, spielt in diesem Stadion.

## Geschichte

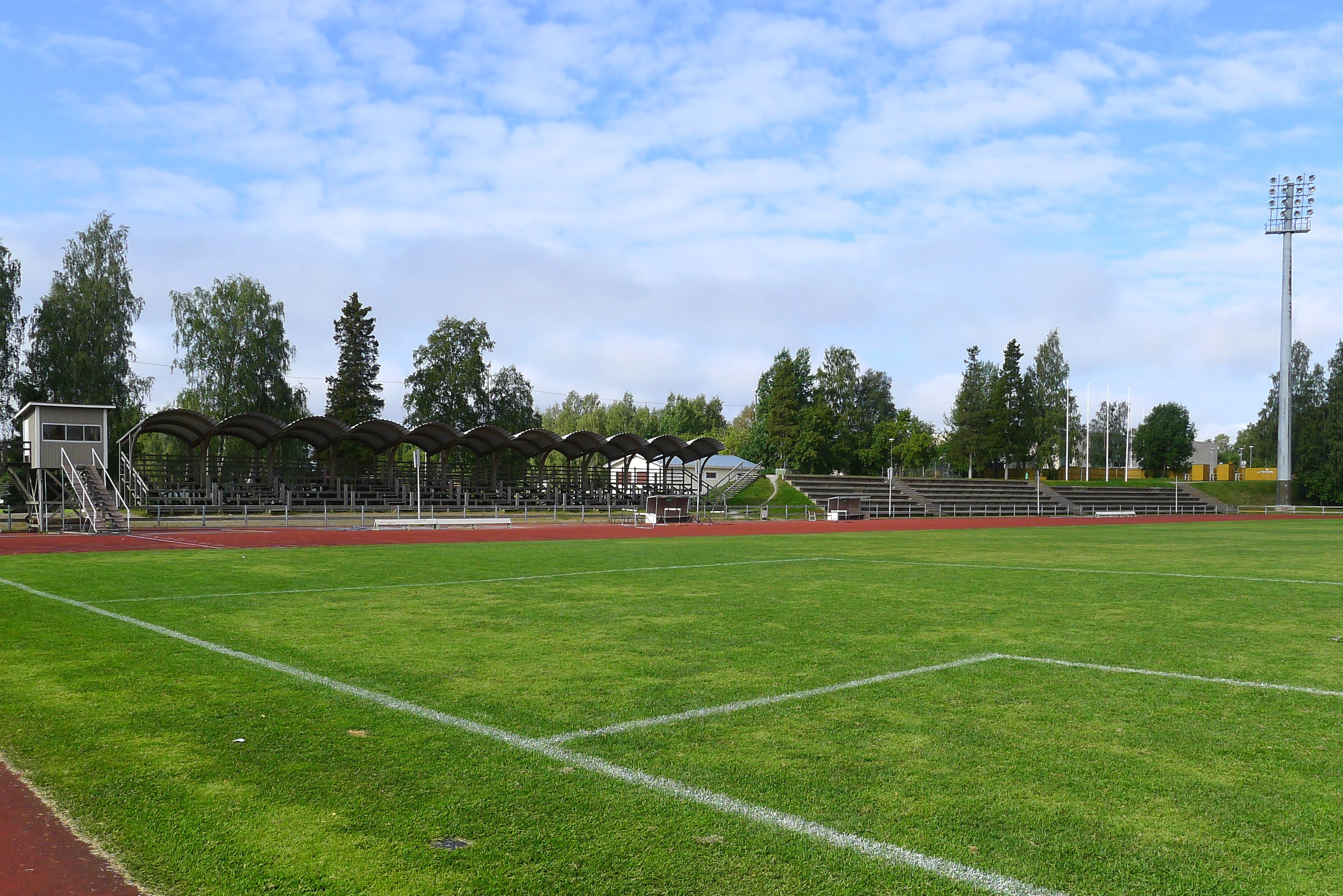
Der Platz B mit der Leichtathletikanlage (August 2012)

Die Anlage wurde 1934 eröffnet und besteht heute aus zwei Fußballplätzen. Der PS Kemi Kings trägt seine Heimspiele auf dem Platz A mit den Maßen 105 × 60 m aus. Er bietet eine überdachte Tribüne und 4500 Plätze, davon sind 1880 Sitzplätze. Über eine Flutlichtanlage verfügt der Platz allerdings nicht. Um den Platz B (102 × 68 m) führt eine Leichtathletikanlage. Er besitzt Flutlicht und eine kleine überdachte Tribüne auf der Zielgeraden und 1200 Plätze.
Die PS Kemi Kings stiegen 2016 erstmals in die Veikkausliiga auf. Es wurde eine neue überdachte Tribüne mit 1100 Plätzen errichtet. Die Spielstätte besitzt keinen beheizbaren Kunstrasen. Er ist für eine Lizenz in der Liga Voraussetzung und es bedurfte einer Ausnahmegenehmigung. Im Dezember 2017 entschied die Stadt, dass drei Mio. Euro in das Stadion investiert werden sollen, um es an die Anforderungen der ersten Liga anzupassen. Der Naturrasen soll  gegen einen Kunstrasen mit Rasenheizung ausgetauscht werden. Die Arbeiten sollen im April 2019, zu Beginn der Saison, abgeschlossen sein.